# Oberheim
Oberheim Electronics, grundades 1973 av Tom Oberheim och tillverkade synthesizers och andra elektroniska instrument. Ursprungligen tillverkade man effektenheter och var under en kort tid återförsäljare för ARP Instruments.
Oberheim skapade flera banbrytande produkter under synthesiserns och den elektroniska musikens guldålder, t.ex. DS-2, en av de första analoga sequensers på marknaden, och Oberheim SEM som var moduler till de första kommersiellt tillgängliga polyfoniska synthesizers; Two-voice (tvåstämmig), Four-voice (fyrstämmig) och Eight-voice (åttastämmig).
Two-voice innehöll även en tvåkanalig spänningsstyrd sequencer medan Four-voice och Eight-voice innehöll en grundläggande programmeringsenhet som kunde spara inställningar.
Till Oberheims senare synthesizers hör Oberheim OB-X och Oberheim OB-Xa som istället för SEM använde speciella röstkort, så kallade voice cards. 
Oberheim fortsatte tillverka synthesizers i egen regi till 1980-talets andra hälft till exempel:
- Oberheim OB-1 monofonisk
- Oberheim OB-8
- Oberheim Matrix-6
- Oberheim Matrix-12
- Oberheim Matrix-1000

Oberheim lades ner 1986 då det köptes av det större Gibson Guitar Corporation. 
Namnet Oberheim licensierades senare ut av Gibson till Viscount, en italiensk orgeltillverkare.  Viscount utvecklade ett antal intressanta instrument: den digitala virtuellt analoga Oberheim OB12, gitarren DSP GM-1000 med ett antal effekter, MC-seriens masterkeyboards, och OB3² en portabel Hammondorgel-emulator.

## Kända användare
- Jean Ven Robert Hal
- Nena
- Weather Report
- Rising Force
- Pat Metheny Group
- New Order
- Gary Numan
- Prince
- Stratovarius
- Queen
- Van Halen
- Jay Metarri
- Jean Michel Jarre
- Pink Floyd
- Mike Oldfield
- Supertramp